# Alexandria Passengers Transport Authority
Alexandria Passengers Transport Authority (A.P.T.A.) er et trafikselskab, der står for den kollektive trafik i den egyptiske storby Alexandria.
Byens sporveje har været i drift siden 1863, hvilket gør dem til Afrikas ældste og en af de ældste i verden. I mange årtier var de desuden sammen med sporvejene i Cairo de eneste på det afrikanske kontinent.
Et særligt indslag er syv toetages styrevogne. Toetages sporvogne fandtes tidligere mange steder i det Britiske Imperium, men nu findes de udover Alexandria kun i Hong Kong og Blackpool. Blandt de andre vogne kan nævnes ledvognene, som man overtog fra Københavns Sporveje i 1969-1972.

## Historie
Alexandrias sporveje blev grundlagt på initiativ af og med støtte fra britiske handelsfolk. Det var dog først efter ophøret af guvernør Muhammad Said Said Pascha regeringstid i 1860, at det blev muligt at få tilladelse til at bygge og drive en sporvej. 16. august 1860 fik den britiske købmand Sir Edward John så en koncession.
Den første strækning åbnede 8. januar 1863 og blev trafikeret af hestesporvogne. Fra august 1898 blev der indsat damplokomotiver, og fra 1902 kom de første elektriske sporvogne. Med elektrificeringen steg passagertallet kraftigt, ikke mindst fordi man også forlængede og byggede nye linjer.

## Net og drift
Sporvejsnettet har normalspor og en samlet længde på 32 km. Det består af to delnet, der overlapper på Ramleh Station (محطة الرمل, maḥaṭṭat ar-Raml) i den østlige del af byen, ikke langt fra Østhavnen. på engelsk kaldes de ofte for "Ramleh line" og "City line", selvom de begge består af flere linjer.
De fire linjer på Ramleh-Tram (ترام الرمل, Turaam ar-Raml) har numrene 1, 2, 25 og 36. De er mere moderne og trafikeres af blå vogne. Deres net med 38 stoppesteder består af en lang lige strækning, dog delvist delt i to parallelle strækninger, mellem ar-Ramleh og an-Nasr (محطة النصر, maḥaṭṭat an-Naṣr) ved an-Nasr- eller Viktoriabanegården (محطة فيكتوريا, maḥaṭṭat Fiiktuuriyyaa). Siden 1950'erne kører Ramleh-linjerne for størstedelens vedkommende i eget trace. De blå vogne har pantografer, lukkede dører og kører hurtigt.
Al-Medina-Tram (ترام المدينة, Turaam al-Madiina) er et vidtforgrenet net med 16 bylinjer, der trafikeres af gule vogne (på to linjer dog røde), og som dækker dem gamle bydel Madina og omegnen med over 100 stoppesteder. Sporene ligger på kørebanen, så sporvognene ofte sidder fast i bilkøer. Vognene har som regel trolleystænger, kører ofte med åbne døre og ofte så langsomt, at nogle passagerer springer af og på undervejs. Vognene er for en stor dels vedkommende gamle, mange stammer fra 1960'erne.
Alexandrias sporveje er populære hos befolkningen, da taksterne er lave. Turisterne benytter dem også gerne, da de kører overjordisk og meget langsomt, så man kan se tingene undervejs i ro og mag. I trevognstog er den forreste eller midterste vogn reserveret til kvinder.

## Vognpark
Alexandria har i alt 283 sporvogne. En stor del udgøres af de oprindeligt 99 ledvogne, der blev overtaget i 1969-1972 fra København da sporvejsdriften ophørte her. To ledvogne er senere blevet hjemtaget af Sporvejshistorisk Selskab, der er ved at restaurere dem med henblik på brug på Sporvejsmuseet Skjoldenæsholm.
De fleste gule vogne, herunder de tidligere københavnske ledvogne, benytter trolleystænger. De fleste blå vogne benytter pantograf, men på grund af dobbeltdækkervognene og de dermed højere hængende køreledninger måtte de ombygges med et særligt stativ under pantografen. Der findes også vogne med begge systemer.
Trods landets i almindelighed lave levestandard har nogle entusiaster restaureret en motorvogn fra 1931 fra den schweiziske Maschinenfabrik Oerlikon forbilledligt. Vognen, nr. 601, holdes køreklar til kørsel med turister.